# Pýrgi
Pýrgi (grec moderne : Πύργοι) (anciennement Katranitsa et de Kalavryta) est un village de Grèce. En 2011, il est recensé 768 habitants.

## Histoire
Le 24 avril 1944, les schutzstaffel allemands massacrent 368 hommes, femmes et enfants (massacre de Pýrgi (en)). La ville est détruite et les survivants sont contraints à marcher jusqu'à Ptolémaïs. Une commémoration annuelle est organisée en hommage aux victimes.

## Personnalité
- Petar Ičko, diplomate serbe